# Grupa producentów rolnych
Grupa producentów rolnych – zespół rolników indywidualnych i przedsiębiorców rolnych zorganizowana w celu osiągnięcia wzrostu produkcji rolniczej, obniżenia kosztów produkcji, poprawienia jakości towarów, zwiększenia skali produkcji lub dostosowanie produkcji do potrzeb rynku.

## Powstanie grup producentów rolnych
Grupy producentów rolnych zostały powołane ustawą z 2000 r. Zgodnie z ustawą członkami grupy mogą być osoby fizyczne, jednostki organizacyjne nieposiadające osobowości prawnej oraz osoby prawne.
Grupy producentów rolnych prowadzą działalność gospodarczą jako przedsiębiorcy posiadający osobowość prawną, pod warunkiem, że:
- zostały utworzone przez producentów jednego produktu rolnego lub grupy produktów,
- działają na podstawie statutu lub umowy w postaci aktu założycielskiego,
- składają się z członków, udziałowców lub akcjonariuszy,
- określą obowiązki członków grupy oraz zasady dotyczące jakości i ilości produktów dostarczanych grupie oraz sposoby przygotowania produktów do sprzedaży, ujęte w formie aktu założycielskiego.

Grupy producentów rolnych prowadzą działalność w oparciu o formę prawną spółki z ograniczoną odpowiedzialnością lub jako spółdzielnie, zrzeszenia lub stowarzyszenia.

## Akt założycielski grup producentów rolnych
Akt założycielski grupy zawiera:
- zasady przyjmowania do grupy nowych członków oraz występowania członków z grupy,
- zasady zbywania akcji lub udziałów w spółce akcyjnej lub spółce z ograniczoną odpowiedzialnością,
- wymóg przynależności do jednej grupy w zakresie danego produktu lub grupy produktów,
- wymóg sprzedaży przez członków grupy całości produktów za pośrednictwem grupy oraz odstępstwa od tej zasady,
- zasady dostarczania informacji dotyczącej wielkości sprzedaży oraz cen uzyskiwanych za produkty,
- zasady tworzenia i wykorzystywania funduszu specjalnego,
- sankcje wobec członka grupy, który nie wypełnia nałożonych na niego obowiązków,
- zaopatrzenia członków grupy w środki do produkcji.

## Cele działalności grup producentów rolnych
Grupy producentów rolnych organizowane są w celu:
- dostosowania produktów rolnych i procesu produkcyjnego do wymogów rynkowych,
- wspólnego wprowadzania towarów do obrotu, w tym przygotowania do sprzedaży, centralizacji sprzedaży i dostawy do odbiorców hurtowych,
- ustanowienia wspólnych zasad dotyczących informacji o produkcji ze szczególnym uwzględnieniem zbiorów i dostępności produktów rolnych,
- rozwijania umiejętności biznesowych i marketingowych,
- organizowania i ułatwiania procesów wprowadzania innowacji,
- ochrony środowiska naturalnego.

## Formy prowadzenia działalności gospodarczej
Grupa producentów rolnych funkcjonują w oparciu następujące formy prowadzenia działalności gospodarczej:
- grupa jako spółdzielnia, której członkami-założycielami są osoby fizyczne (10 osób) bądź prawne (3 osoby). Spółdzielnia działała w oparciu o ustawę Prawo spółdzielcze z 1982 r.[2],
- grupa jako spółka z ograniczoną odpowiedzialnością działa jako kapitałowa spółka handlowa[3],
- grupa jako zrzeszenie o charakterze społeczno-zawodowym funkcjonujące w oparciu o ustawę o społeczno-zawodowych organizacjach rolników z 1982 r.[4],
- grupa jako stowarzyszenie rolników działające w oparciu o ustawę z 1989 r. Prawo o stowarzyszeniach[5].

## Grupy producentów rolnych według regulacji Unii Europejskiej
W rozporządzeniu Rady (WE) z 1997 r. w sprawie grup i stowarzyszeń rolnych stwierdzono, że celem działania grupy jest właściwe planowanie i dostosowanie poziomu produkcji rolniczej do podaży, obniżenie kosztów produkcji i stabilizacji cen produktów rolnych. Grupa ma za zadanie wspieranie stosowania uznanych zasad uprawy, technologii produkcji, organizacji handlu i dostaw towarów do odbiorców. Organizacje producentów stanowią podstawowy element wspólnego rynku rolnego, którego zdecentralizowany system zapewniają kraje członkowskie.

## Nowe regulacje UE w sprawie grup producentów rolnych z 2004 r.
W rozporządzeniu Rady (WE) z 2004 stwierdzono, że grupa producencka to organizacja mająca osobowość prawną, utworzona z inicjatywy producentów rolnych na zasadzie dobrowolności i przez nich kontrolowana, mająca na celu zwiększenie efektywności ekonomicznej gospodarstw oraz poprawę produkcji i sprzedaży. Pomoc finansowa ma postać bezpośrednią, jako bezzwrotne dofinansowanie z budżetu UE lub poprzez instytucje kredytujące (banki), w formie pożyczek na pokrycie części kosztów inwestycji, w celu uzyskania oficjalnego statusu jako uznana grupa producentów rolnych.

## Wsparcie finansowe grup producentów rolnych w latach 2004–2006
Wysokość pomocy finansowej na wspieranie grup producentów rolnych określały rozporządzenia UE (Rady) i ustawy sejmowe, odrębnie dla kolejnych Wieloletnich Ram Finansowych. Według ustawy z 2003 r. wsparcie mogło być udzielane na zakładanie i administrowanie grupami przez okres pięciu lat. W rozporządzeniu Rady Ministrów z 2004 r. określono maksymalne kwoty wsparcia i zasady jej wyliczania przypadające na lata 2004–2006. Górna granica wsparcia była obliczana jako odsetek produkcji, wprowadzonej do obrotu podczas pierwszych pięciu lat po uznaniu grupy za grupę producentów rolnych. Maksymalne kwoty wsparcia określono na poziomie: w pierwszych dwóch latach w wysokości po 100 tys. euro, natomiast w trzecim roku – 80 tys. euro, w czwartym – 60 tys. euro i w piątym – 50 tys. euro. Łącznie w całym okresie programowania, dawało to kwotę 390 tys. euro.

## Poziom wsparcia finansowego grup w latach 2007–2013
W perspektywie finansowej 2007-2013 kwoty pomocy przewidziane dla grup opierały się na ustawie z 2007 r. Pomoc była realizowana w formie rocznych płatności w okresie pierwszych pięciu lat. Górna granica wsparcia była obliczana jako odsetek produkcji, wprowadzonej do obrotu podczas pierwszych pięciu lat po uznaniu grupy za grupę producentów rolnych. Kwota stanowiła odpowiednio 5%, 5%, 4%, 3% i 2% wartości przychodów netto sprzedaży produktów uzyskanej przez grupę w poszczególnych latach. Kwoty pomocy miały charakter degresywny i nie mogły przekroczyć 100 tys. euro w pierwszym i drugim roku działalności, a w kolejnych latach malały stopniowo do kwoty 50 tys. euro.

## Pomoc finansowa dla grup producentów rolnych w latach 2014–2020
Pomoc finansowa dla grup producentów rolnych w latach 2014–2020 opierała się na podstawie Programie Rozwoju Obszarów Wiejskich.
W latach 20014-2020 forma i wysokość wsparcia finansowego stanowiła procentowy ryczałt przychodów wytworzonych w gospodarstwach rolnych. Wysokość pomocy wynosiła odpowiednio 10%, 9%. 8%. 7%, 6% wartości udokumentowanych rocznych przychodów netto beneficjentów. Maksymalny limit pomocy wynosi 100 tys. euro w każdym roku pięcioletniego okresu pomocy. Łącznie w całym okresie programowania, daje to kwotę 500 tys. euro.

## Liczba grup producentów rolnych
Według Agencji Restrukturyzacji i Modernizacji Rolnictwa w kolejnych perspektywach finansowych występowała następująca liczba grup, które otrzymały wsparcie finansowe:
- w latach 2004–2006 – dla 103 nowo powstałych grup udzielono wsparcie w wysokości 24,2 mln zł. Najwięcej grup powstało w woj. wielkopolskim (23), kujawsko-pomorskim (21), dolnośląskim (12) oraz opolskim (12)[16],
- w latach 2007–2013 – dla 322 nowo powstałych grup udzielono wsparcie w wysokości 50,2 mln zł. Wsparcie finansowe otrzymało 66 grup z woj. kujawsko-pomorskiego, 62 grup z woj. wielkopolskiego, 36 grup z woj. dolnośląskiego oraz 36 grup z woj. opolskiego[16].
- w latach 2014–2020 – dla 375 nowo powstałych grup udzielono wsparcie w wysokości 230,8 mln zł. Najwięcej grup powstało w woj. wielkopolskim (144), łódzkim (74), opolskim (41) i mazowieckim (28).